# Levin Goldschmidt
Levin Goldschmidt (Danzica, 30 maggio 1829 – Bad Wilhelmshöhe, 16 luglio 1897) è stato un giurista tedesco.

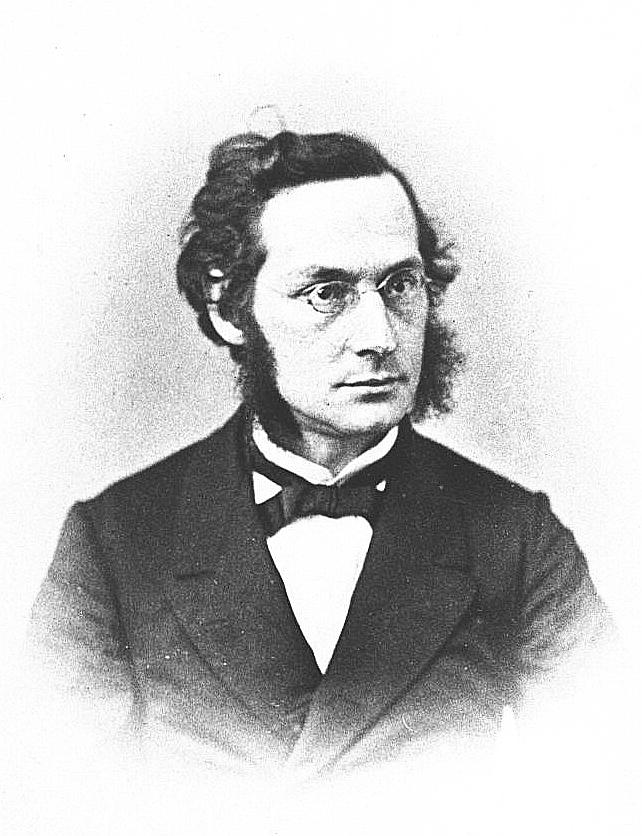
Levin Goldschmidt

Goldschmidt fu uno dei fondatori della moderna scuola di Diritto Commerciale.

Studiò presso le Università di Berlino, Bonn e Heidelberg. Nel 1851 si laureò all'Università di Halle e nel 1855 divenne libero docente all'Università di Heidelberg, poi, dal 1860, divenne professore associato. Negli anni dal 1857 al 1860 pubblicò Kritik des Entwurfs eines für die Handelsgesetzbuchs Preussischen Staaten e Gutachten über den Entwurf eines Deutschen Handelsgesetzbuchs nach den Beschlüssen Zweiter Lesung, che gli procurarono subito notorietà come giurista critico.

Nel 1858 fondò la Zeitschrift für das gesamte Handelsrecht (ZHR). La rivista si occupava, inizialmente, non solo di diritto commerciale tedesco, ma anche di diritto commerciale comparato. 
La ZHR è ancora oggi nota in tutto il mondo, ma non si occupa più di diritto comparato.
Successivamente iniziò la stesura dell'opera che lo impegnò per il resto della sua vita e che non riuscì a completare: Das Handbuch des Handelsrechts. Tale lavoro venne considerato una magistrale presentazione della storia del diritto commerciale e gli procurò fama di giurista storico.

Nel 1870 fu nominato giudice del Supremo tribunale commerciale dell'Impero a Lipsia.

Dal 1875 insegnò Diritto Commerciale a Berlino. 

Dal 1892 divenne Socio straniero dei Lincei.

## Opere
- Handbuch des Handelsrechts, Erlangen, 1864-1868
- Das Dreijährige Rechts der Studium-und Staatswissenschaften, Berlin, 1878
- Erwerbs- und Wirtschaftsgenossenschaften, Studien und Vorschläge, Stuttgart, 1882
- Rechtsstudium und Prüfungsordnung, ib. 1887
- Die Haftpflicht der Genossen und das Umlageverfahren, Berlin, 1888
- System des Handelsrechts, Stuttgart, 1887, 4th ed., 1891.